# Henryk Katz
Henryk Katz (ur. 1 kwietnia 1914 we Lwowie, zm. 1990 w Wielkiej Brytanii) – polski historyk dziejów nowożytnych oraz międzynarodowego ruchu robotniczego, profesor Uniwersytetu Łódzkiego.

## Życiorys
W 1937 ukończył ekonomię w Wyższej Szkole Handlu Zagranicznego we Lwowie. Dzięki wynikowi studiów uzyskał roczne stypendium na pobyt naukowy w Paryżu i w Londynie. Wybuch II wojny światowej zastał go w Wielkiej Brytanii, gdzie pracował w różnych zawodach i zapisał się na studia z historii gospodarczej na Uniwersytecie Londyńskim. W 1943 zaciągnął się do armii brytyjskiej i wziął udział w walkach na zachodzie Europy. Służył w stopniu sierżanta i jako tłumacz w okupowanym przez aliantów Berlinie. 
Po demobilizacji pod wpływem przekonań komunistycznych powrócił w listopadzie 1947 do Polski. W 1949 zatrudniony na UŁ, tam uzyskał doktorat w 1950 na podstawie pracy Warunki historyczne powstania naukowego socjalizmu, przygotowanej pod kierunkiem Natalii Gąsiorowskiej. Zastępca profesora w 1951, docent w 1954, profesor nadzwyczajny – 1964. Kierownik od 1957 Zakładu Historii Międzynarodowego Ruchu Robotniczego w Instytucie Historii UŁ. W 1958–1959 przebywał na stypendium Fundacji Forda w Wielkiej Brytanii, zaprzyjaźnił się wówczas z historykiem ruchu robotniczego Roydenem Harrisonem. W latach 1966–1969 kierownik Katedry Historii Powszechnej Nowożytnej w latach 1966–1969. Po wydarzeniach marcowych odszedł z UŁ i przeniósł się do Warszawy. W latach 1969–1971 był zatrudniony w Polskim Instytucie Spraw Międzynarodowych. W 1969 ubiegał się o wizę na leczenie córki w Wielkiej Brytanii. W ramach czystki antysemickiej władze wymusiły na nim wówczas opuszczenie kraju. 
W marcu 1972 wyemigrował do Wielkiej Brytanii, gdzie otrzymał stanowisko profesora wizytującego na University of Nottingham, gdzie gościł jako wykładowca w 1964 i 1967, a następnie stałe zatrudnienie na Politechnice Lanchestera w Coventry. Zajmował się dziejami ruchu robotniczego oraz historią państw anglosaskich. Współpracował w Polsce m.in. z Feliksem Tychem, a w Coventry z historykiem Afryki Wschodniej Oliverem Furleyem. Przeszedł na emeryturę przed śmiercią, nie uzyskując pełnego świadczenia. Zmarł w wyniku choroby nowotworowej w 1990.

## Wybrane publikacje
- (przekład) Hildegard Hetzer, Błędy wychowawcze, tłum. Henryk Katz i Maurycy Salpeter, Lwów: Pedagogika dla Wszystkich 1938.
- Nowoczesna historia gospodarcza i społeczna: skrót wykładów wygłoszonych w II semestrze roku akademickiego 1948/49, Katowice: Bratnia Pomoc Studencka Państwowej Wyższej Szkoły Administracji Gospodarczej w Katowicach 1949.
- W stulecie Wiosny Ludów 1848-1948, t. 3: Wiosna Ludów w Europie. Cz. 2, Zagadnienia ideologiczne, w oprac. Henryka Katza, Witolda Łukaszewicza, Gryzeldy Missalowej, Warszawa: PIW 1949.
- Socjalizm naukowy i jego twórcy w dobie Wiosny Ludów, Warszawa: Państwowy Instytut Wydawniczy 1950.
- Historia ruchów społecznych XIX i XX wieku, cz. 1: (1789-1870), Łódź: Państwowe Zakłady Wydawnictw Szkolnych 1950 (wyd. 2 – 1951).
- Zagadnienie walki klasowej i rewolucji jako punktu wyjścia i podstawa periodyzacji historii, Łódź: Łódzkie Towarzystwo Naukowe 1951.
- Z dziejów ludu murzyńskiego w USA, Warszawa: „Czytelnik” 1952.
- (współautorzy: J. Dutkiewicz, N. Gąsiorowska) Historia kl. 7, Warszawa: Państwowe Zakłady Wydawnictw Szkolnych 1953 (wiele wydań).
- Droga do Manifestu Komunistycznego, Warszawa: „Wiedza Powszechna” 1954 (wyd. 2 popr – 1955).
- (wstęp) T. A. Jackson Walka Irlandii o wolność, tłum. Aleksander Bramson, H. Katz – wstęp, Warszawa: Państwowe Wydawnictwo Naukowe 1955.
- Odkłamać marksizm, Warszawa: Książka i Wiedza 1957.
- (redakcja) Charles A. i Mary R. Beard Rozwój cywilizacji amerykańskiej, t. 1-2, tłum. Teresa Święcka, wstęp Fryderyka Kalinowska, przypisy Henryk Katz, Warszawa: PWN 1961.
- Liga reformy: studium politycznej organizacji robotniczej w średniowiktoriańskiej Anglii, Łódź: Zakład Narodowy im. Ossolińskich, 1962.
- Przewrót przemysłowy i walka o przemiany demokratyczne w Anglii w latach 1770–1848, Warszawa: Państwowe Zakłady Wydawnictw Szkolnych 1962.
- (współautor: Gryzelda Missalowa) Socjalizm utopijny na przełomie XVIII i XIX w., Warszawa: Państwowe Zakłady Wydawnictw Szkolnych 1962.
- (Wstęp i przypisy) G. M. Trevelyan, Historia Anglii, tłum. Antoni Dębnicki, wstęp i przypisy Henryk Katz, Warszawa: PWN 1963 (wyd. 2 – 1965, wyd. 3 – 1967).
- Pierwsza Międzynarodówka a sprawa polska: dokumenty i materiały, red. Henryk Katz, Warszawa: „Książka i Wiedza”, 1964.
- Robotnicy angielscy wobec powstania styczniowego, Łódź: Łódzkie Towarzystwo Naukowe – Wrocław: Zakład Narodowy im. Ossolińskich Wydawnictwo PAN 1964.
- Anglia u progu demokracji, Warszawa: Państwowe Wydawnictwo Naukowe 1965.
- Karol Marks i jego epoka, Warszawa: „Książka i Wiedza” 1965.
- Historia międzynarodowego ruchu robotniczego i socjalizmu do utworzenia Drugiej Międzynarodówki, Warszawa: Centralna Szkoła Partyjna przy KC PZPR 1968.
- (wstęp) Vernon Louis Parrington, Mentalność kolonialna 1620-1800, tłum. Henryk Krzeczkowski, wstęp Henryk Katz, Warszawa: Państwowy Instytut Wydawniczy 1968.
- (redakcja) Vernon Louis Parrington, Romantyczna rewolucja w Ameryce 1800-1860, tłum. Henryk Krzeczkowski, wstęp i red. nauk. Henryk Katz, Warszawa: Państwowy Instytut Wydawniczy 1970.
- Historia Stanów Zjednoczonych Ameryki, Wrocław: Zakład Narodowy im. Ossolińskich, 1971.
- The emancipation of labor: a history of the first international, New York: Greenwood Press 1992.